# La libertà di Dio
La libertà di Dio è un saggio del sacerdote cattolico e teologo Luigi Giussani, fondatore del movimento Comunione e Liberazione, pubblicato da Marietti 1820 nel 2005.

## Storia editoriale

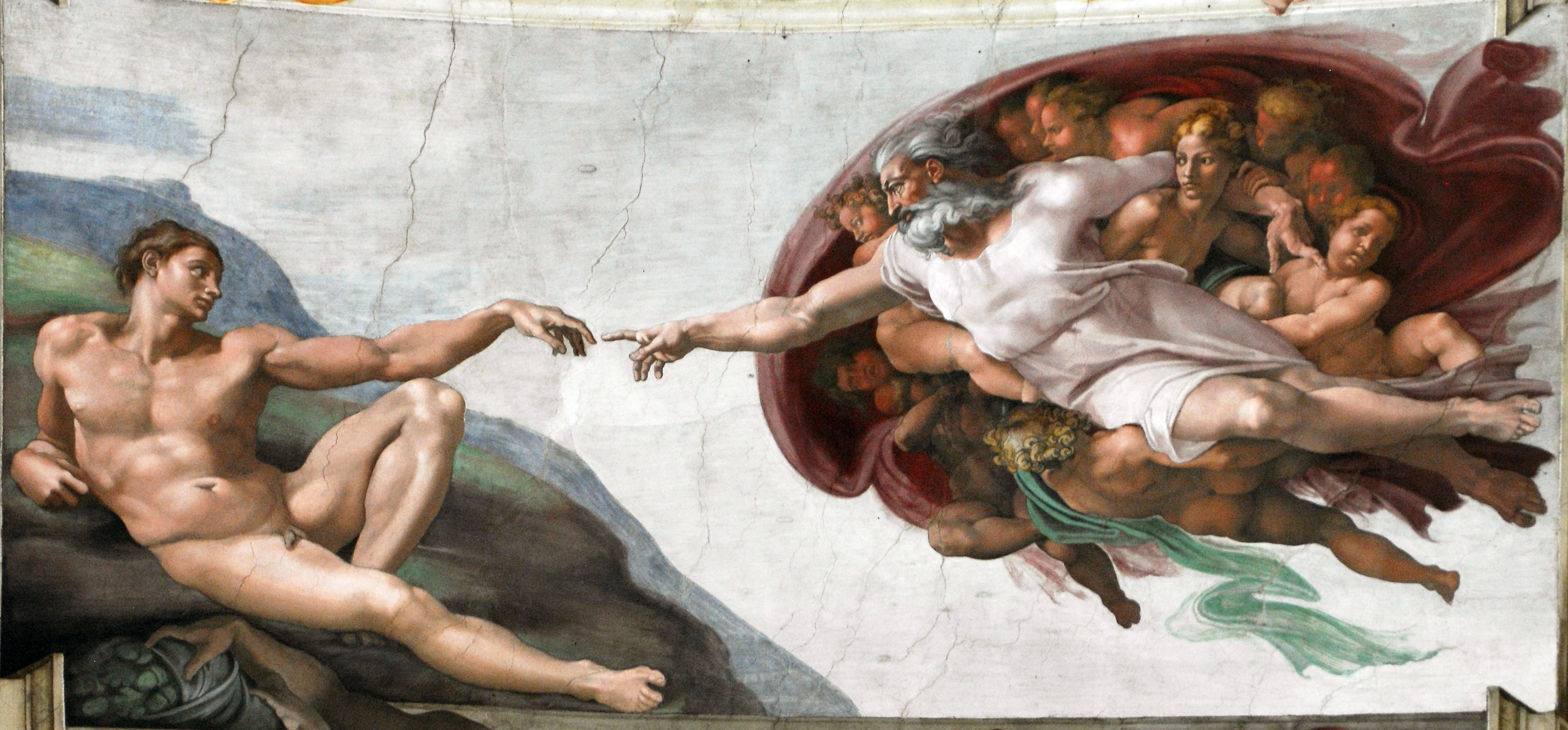
La Creazione di Adamo è una delle immagini del ciclo michelangiolesco della Cappella Sistina contenute nel volume.

Nel 1983 don Giussani fu invitato alla quarta edizione del Meeting per l'amicizia fra i popoli di Rimini insieme al teologo ortodosso Olivier Clément, docente presso l'Istituto di teologia ortodossa San Sergio di Parigi, per tenere una lezione sul tema La libertà di Dio.
Nel 2005 l'editore Marietti pubblicò un volume con questo titolo contenente l'intervento di Giussani, già edito in precedenza in volumi antologici dedicati al Meeting di Rimini, corredato da immagini degli affreschi di Michelangelo nella Cappella Sistina. Il testo è preceduto da un articolo scritto da Clément (scomparso nel 2009) in occasione della morte del sacerdote brianzolo.

## Edizioni
- Luigi Giussani, La libertà di Dio, 1ª ed., Genova - Milano, Marietti 1820, giugno 2005,  p. 48, ISBN 88-211-6958-8.